# Odilo von Cluny
Odilo (* 961 oder 962; † 1. Januar 1049 in Souvigny) war Cluniazensermönch und fünfter Abt von Cluny von 994 bis 1049. Er wurde 1064 heiliggesprochen, sein Gedenktag ist der 2. Januar.

## Leben
Odilo stammte aus adligem Hause, der Adelsfamilie Mercour in der Auvergne. 991 trat er in Cluny ein, wo er bald im Mai 993 zum Koadjutor des Abtes Maiolus wird, dessen Nachfolge er am 11. Mai 994 antritt. Odilo kannte fast alle wichtigen Herrscher der Zeit: das sächsische Kaiserhaus (Kaiserin Adelheid, Kaiser Otto III.), Kaiser Heinrich II., die salischen Herrscher Konrad II. und Heinrich III., die Könige von Frankreich, Ungarn, Navarra und León. Als Abt führte er die Cluniazensische Reform zum Höhepunkt, in seinem Todesjahr gehörten bereits 68 Klöster dem Verband von Cluny an. 
Die politischen Anliegen Odilos waren vor allem der Gottesfriede, also bestimmte heilige Zeiten – zum Beispiel kirchliche Festzeiten – von Kampf und Krieg freizuhalten, und die Freiheit der Kirche (libertas ecclesiae), weg vom Eigenkirchensystem. Cluny und seine Filialklöster sollten nur dem Papst unterstehen. Cluny wurde 998 exemt, was für die Zeit neu und bahnbrechend war, 38 Klöster waren da bereits filialisiert. Der Allerseelentag, ab 1028/30 für Cluny vorgeschrieben, geht auf ihn zurück.
Im Jahre 1033 wird Odilo nach dem Tode Burchards am 22. Juni zum Erzbischof von Lyon gewählt, lehnte das Amt aber aus grundsätzlichen Erwägungen ab. Er war vor allem ein Mann der Askese und des Gebetes. Bildung und Ausbildung seiner Mönche und Filialklöster waren ihm immer besonders wichtig. Odilo wird das Wort zugeschrieben: „Wenn er in die Hölle kommen solle, dann lieber, weil er zu nachsichtig gewesen sei, als wegen Härte und Grausamkeit.“ Er starb in der Nacht zu Neujahr.

## Verehrung
Odilos Gebeine wurden am 21. Juni 1345 durch Erzbischof Roger le Fort erhoben. Während der Französischen Revolution wurden sie 1793 zusammen mit denen seines Vorgängers, des Abtes Maiolus, auf dem Altar des Vaterlands verbrannt.
Lebensbeschreibungen Odilos sind von seinem Schüler Iotsaldus und von Petrus Damiani erhalten.